# 高瀬むぅ
高瀬 むぅ（たかせ むぅ、1975年7月9日 - ）は、日本の漫画家、イラストレーター。福岡県出身。

## 人物・来歴
1996年、代々木アニメーション学院福岡校在学中に松文館の「エッグカップ」でデビュー。その後単行本を1冊描いた後に活動を停止。2011年に活動を再開し、主に携帯電話向けウェブコミックやソーシャルゲーム、ライトノベルの挿絵等で活動している。

## 作品リスト

### 漫画
携帯マンガ
- セックスチェンジ ～女の子になったらしたい10のこと～（2011年）
- 大人のハローワーク （2012年）
- 触手警察24時 （2011年）
- 転乳せんせい~男子校の嫌われ教師が女体化したら~ (2014年)

単行本
- 蓮如にあった（上巻）（三船ツトムの名前で作画）（道出版、1998年）

### イラスト
- 僕の妹は怪盗に変装しているつもりです。（神楽陽子/著、二次元ドリーム文庫）
- 僕のパーティーが修羅場すぎて世界が救えない （上田ながの/著、あとみっく文庫）
- 僕が異世界の女帝だなんて絶対に無理！（上田ながの/著、あとみっく文庫）
- エンゼルヴィーナス 失墜の天使 (新居佑/著、二次元ドリームノベルズ）
- くノ一少女は笑顔が苦手 (壱状什/著、二次元ドリーム文庫）